# 布拉斯·鲁伊斯
布拉斯·鲁伊斯·德·埃尔南·冈萨雷斯（西班牙語：Blas Ruiz de Hernan González，？—1598年），或布拉斯·鲁伊斯·德·费尔南·冈萨雷斯（Blas Ruiz de Fernán González），西班牙探险家。
出生在西班牙的雷阿尔城。16世纪末，他在菲律宾开始了探险家的生涯。鲁伊斯先是来到了柬埔寨首都洛韦，在那里，他与柬埔寨国王萨达一世、葡萄牙探险家迪奥戈·维洛佐成为了朋友。两名探险家都受到萨达一世的重用，成为“总督”，拥有自己的卫队，娶公主为妻。鲁伊斯被任命为萨达一世的保镖队长。
1591年，暹罗的阿瑜陀耶国王纳黎萱亲率大军十万人入侵柬埔寨。1593年，柬埔寨国王萨达一世派鲁伊斯、维洛佐等人率领使团马尼拉，要求菲律宾都督府派兵协助。二人对菲律宾都督路易斯·佩雷斯·达斯马里尼亚斯宣称柬埔寨很容易被重新征服，这样西班牙就可以将其当做在亚洲大陆的一个立足点，从而成功劝说都督出兵柬埔寨。
翌年洛韦陷落，萨达一世逃往澜沧王国。鲁伊斯得知后，便与维洛佐一起前往澜沧迎回萨达一世。他们于1596年抵达万象，成为最早踏上老挝土地的欧洲人。在那里他们得知萨达一世已经去世，对此他们感到悲伤和愤怒。他们回到洛韦并发动叛乱。1598年，他们在与穆斯林雇佣兵的战斗中于金边被杀。